# Wybory do Parlamentu Europejskiego na Węgrzech w 2009 roku
Wybory do Parlamentu Europejskiego VII kadencji na Węgrzech zostały przeprowadzone 7 czerwca 2009. Zgodnie z postanowieniami traktatu nicejskiego w ich wyniku zostało wybranych 22 deputowanych (w miejsce dotychczasowych 24). Wybory zakończyły się zwycięstwem opozycyjnej centroprawicy skupionej wokół Fideszu. Frekwencja wyniosła ponad 36%.

## Wyniki
| Lista wyborcza                  | Głosy    | %     | Mandaty | Zmiana |
| ------------------------------- | -------- | ----- | ------- | ------ |
| Fidesz i KDNP                   | 1,63 mln | 56,4% | 14      | +2     |
| Węgierska Partia Socjalistyczna | 0,50 mln | 17,4% | 4       | −5     |
| Ruch na rzecz Lepszych Węgier   | 0,43 mln | 14,8% | 3       | +3     |
| Węgierskie Forum Demokratyczne  | 0,15 mln | 5,3%  | 1       | –      |
| Polityka Może Być Inna          | 0,08 mln | 2,6%  | 0       | –      |
| Związek Wolnych Demokratów      | 0,07 mln | 2,2%  | 0       | −2     |
| Pozostali                       | 0,04 mln | 1,4%  | 0       | –      |
| Razem                           |          |       | 22      | −2     |